# جین‌قشلاقی
جین‌قشلاقی یکی از روستاهای استان آذربایجان شرقی است که در دهستان گرمه جنوبی بخش مرکزی شهرستان میانه واقع شده‌است.